# 道の駅ガーデンスパ十勝川温泉
道の駅ガーデンスパ十勝川温泉（みちのえき ガーデンスパとかちがわおんせん、Garden Spa Tokachigawa Onsen）は、北海道河東郡音更町にある北海道道73号帯広浦幌線の道の駅および十勝川温泉にある施設である。

## 概要
十勝川温泉の市街地活性化として旧グランドホテル雨宮館を解体した跡地に建設。名称は一般公募によって決定した。水着を着用して十勝川温泉のモール温泉に入る日帰り入浴施設、レストラン、十勝の特産品や農産物などを取り揃えたマルシェ、体験工房などの施設がある。
施設自体の開業は2016年（平成28年）12月8日。その後、2020年（令和2年）7月1日に国土交通省より道の駅として登録され、同年7月22日に道の駅ガーデンスパ十勝川温泉としてオープンした。なお、道の駅申請に合わせて「道の駅ガーデンスパ十勝川温泉条例」などを制定し、設置者を音更町に、指定管理者を十勝川温泉旅館協同組合にそれぞれ変更している。

## 施設
道の駅施設
- 駐車場：103台
- トイレ：15器
- 観光案内・情報提供コーナー
- ベビーコーナー
- 公衆電話
- 公衆無線LAN
- カフェ・レストラン・ベーカリー
- 物販コーナー
- 体験工房
- 展示コーナー
- レンタサイクルコーナー
- イベント広場
- 休憩コーナー
- 温泉施設

ひなたのマルシェ
- 営業時間：9:00 - 21:00
- モール温泉化粧品、モール豚の加工食品、地元農家から届く農産物、豆類、十勝の特産品を季節に合わせて販売している。

スパ
- 営業時間：9:00 - 21:00（最終受付20:00）
- 入場料
  - 13歳以上：1,500円
  - 4歳から12歳：600円
  - 3歳以下：無料
- SPA KOHAKU（こはく）
- スパテラス
- 水の遊び場

体験工房
- 営業時間：9:00 - 12:00、13:00 - 16:00
- 生ハムやチーズなど十勝の食材を使用した加工体験をすることができる。

レストラン
- よりみちベーカリー
- 木かげのカフェ
- ターブル・ベジ
- からあげハウス

そらの足湯
- 足湯

いで湯の磐座
- 磐座

## アクセス
北海道道73号帯広浦幌線沿いに位置している。
- JR根室本線 帯広駅から車で約20分。
- 釧路から国道38号を経由し車で約2時間。
- 富良野から国道38号・道東自動車道を経由し車で約2時間30分。
- 新千歳空港から道東自動車道を経由し車で約2時間50分。
- 札幌から道央自動車道・道東自動車道を経由し車で約3時間20分。